# Немецкая Швейцария

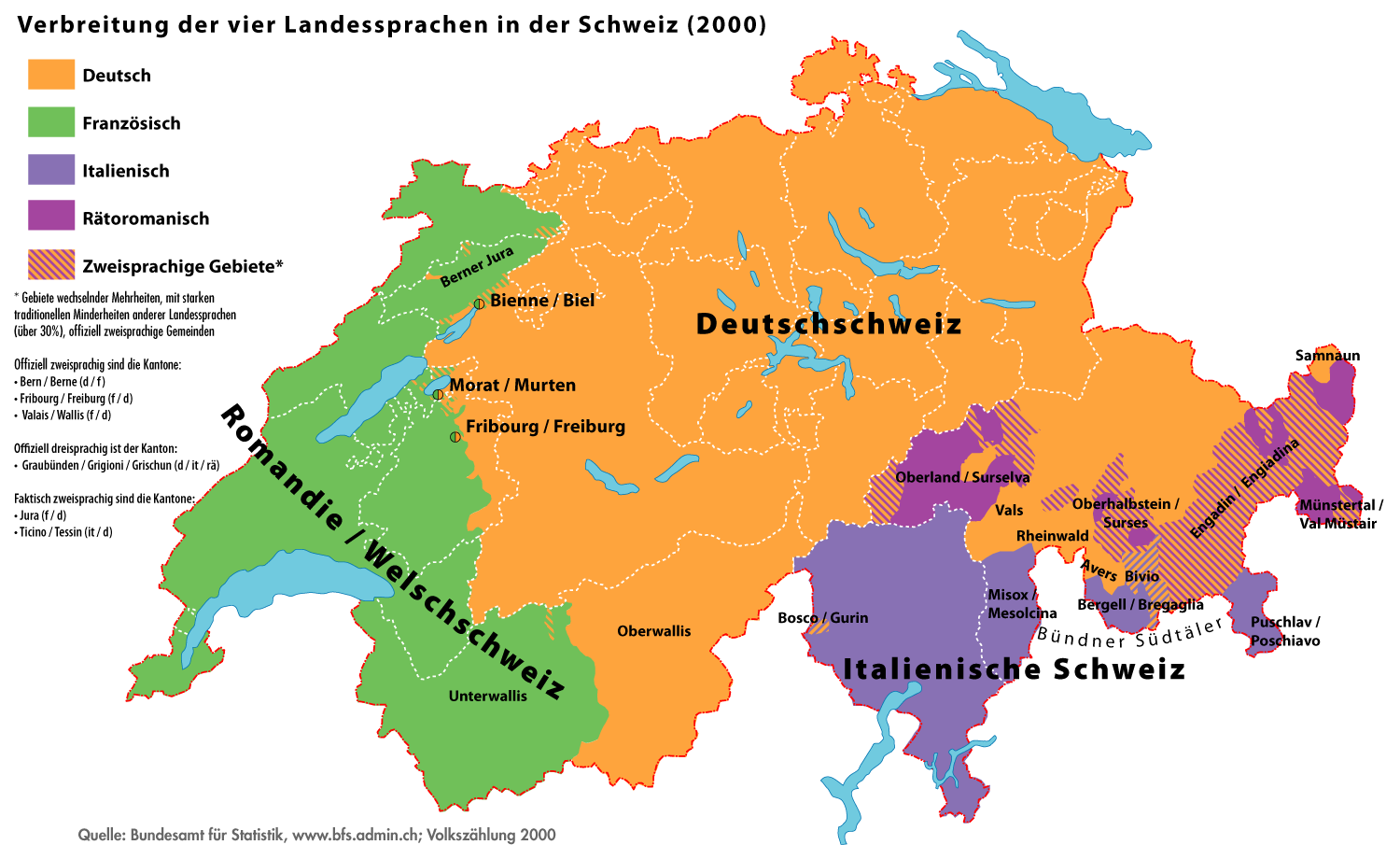
Немецкая Швейцария на карте

Неме́цкая Швейца́рия или немецкоязы́чная Швейца́рия (нем. Deutschschweiz, deutsche Schweiz; фр. Suisse alémanique, итал. Svizzera tedesca, романш. Svizra tudestga) — часть Швейцарии, в которой распространено преимущественно немецкоязычное население, использующее швейцарский вариант немецкого языка (нем. Schweizerhochdeutsch), основанный на швейцарском диалекте (нем. Schwyzerdütsch, Schwyzertütsch)
Немецкая Швейцария — самая большая по площади и по численности населения часть Швейцарской Конфедерации: около 65 % швейцарцев в большинстве кантонов государства использует немецкий язык. Территориально охватывает Северо-Западную и Восточную Швейцарию, частично Швейцарское плато и Центральную Швейцарию, а также большую часть Швейцарских Альп.

## Статус немецкого языка
На территории немецкой Швейцарии, а точнее — кантонов данного региона, немецкий язык признан официальным. Он используется в 17 кантонах из 26, а также имеет хождение наряду с французским в Берне, Валлисе и Фрибуре, в Граубюндене считается одним из самых распространённых наряду с ретороманским и итальянским (более половины населения кантона пользуется теми или иными диалектами швейцарско-немецкого варианта).
В повседневном общении швейцарцы немецкоязычных кантонов прибегают к разговорной форме своего варианта, а в некоторых случаях он используется как самостоятельный язык в СМИ, образовании и местных органах власти. Такие крепкие позиции языка обуславливаются особым отношением к нему швейцарцев, которые считают свой язык лучше и красивее немецкого языка Германии (бундесдойч). Однако в общении с немцами швейцарцы переключаются на федеральный немецкий.

## Соседние языковые регионы
Языковая граница между немецкоговорящей и франкоговорящей Швейцариями называется Рёштиграбен (восточнее располагается культурная линия Брюниг-Напф-Ройс). На юго-востоке от немецкой располагается также область, называемая итальянской Швейцарией, граница которой в основном совпадает с границей кантона Тичино, однако в Граубюндене таковой не существует. Французский и итальянский языки в Швейцарии также имеют собственные варианты, отличные от литературных языков Франции и Италии.